# 卡迪西亚战役
卡迪西亚战役（阿拉伯语：‎；波斯語：‎）是一场阿拉伯穆斯林军队和波斯萨珊王朝军队之间的战斗，此役发生在公元636年11月16日的卡迪西亚城，位於兩河流域的中南部。战斗的结果是阿拉伯军队戰勝敵軍，取得具有战略意义的战果，为阿拉伯人消灭萨珊王朝奠定基础。